# Johannes Fröhlinger
Johannes Fröhlinger (* 9. Juni 1985 in Gerolstein) ist ein ehemaliger deutscher Radrennfahrer.

## Sportliche Laufbahn
Im Jahr 2006 gewann  Fröhlinger die Gesamtwertung der Tour Alsace und wurde Gesamtsechster der 3 Länder-Tour. Anschließend erhielt er für die Saisons 2007 und 2008 einen Vertrag beim UCI ProTeam Gerolsteiner. In den Jahren 2009 und 2010 fuhr er für das Team Milram. In dieser Frühzeit seiner Profilaufbahn verpasste er zweimal Siege in UCI-ProTour-Rennen nur knapp: Beim Giro d’Italia 2008 wurde er Tageszweiter, bei der Tour de France 2009 wurde er einmal Etappendritter.
Anschließend fuhr Fröhlinger ab 2011 bei Skil-Shimano (später u. a. Team Sunweb). Fröhlinger, der während seiner Karriere 15 Grand Tours bestritt, von denen er 14 beendete, entwickelte sich zu einem zuverlässigen Helfer und solidem Bergfahrer, der insbesondere zum verlängerten Arm der Teamleitung (captain de la route) und Ansprechpartner für die jungen Fahrer wurde. So wird ihm unter anderem das Verdienst zugerechnet, dass sein Mannschaftskamerad Wilco Kelderman bei der Vuelta a España 2017 den vierten Platz belegte.
Fröhlinger beendete seine Karriere nach Ablauf der Saison 2019, nachdem ihm das Team Sunweb für das Jahr 2020 keinen neuen Vertrag mehr anbot und Gespräche mit anderen Teams erfolglos blieben. Er teilte mit, eine Ausbildung als Trainer beginnen zu wollen und dem Radsport verbunden zu bleiben. Dies tut er unter anderem gelegentlich als Experte der ARD-Sportschau bei den Übertragungen der Tour de France an der Seite von Florian Kurz auf ONE oder sportschau.de.

## Erfolge
2006
- Gesamtwertung Tour Alsace

## Grand Tour-Platzierungen
| Grand Tour            | 2007 | 2008 | 2009 | 2010 | 2011 | 2012 | 2013 | 2014 | 2015 | 2016 | 2017 | 2018 | 2019 |
| --------------------- | ---- | ---- | ---- | ---- | ---- | ---- | ---- | ---- | ---- | ---- | ---- | ---- | ---- |
| Giro d’ItaliaGiro     | –    | 51   | –    | –    | –    | –    | –    | –    | –    | –    | –    | –    | –    |
| Tour de FranceTour    | –    | –    | 77   | 90   | –    | DNF  | 146  | –    | –    | –    | –    | –    | –    |
| Vuelta a EspañaVuelta | 45   | –    | –    | 36   | 49   | 161  | 59   | 97   | 143  | 87   | 120  | 115  | –    |